# بينجامين هورنغولد

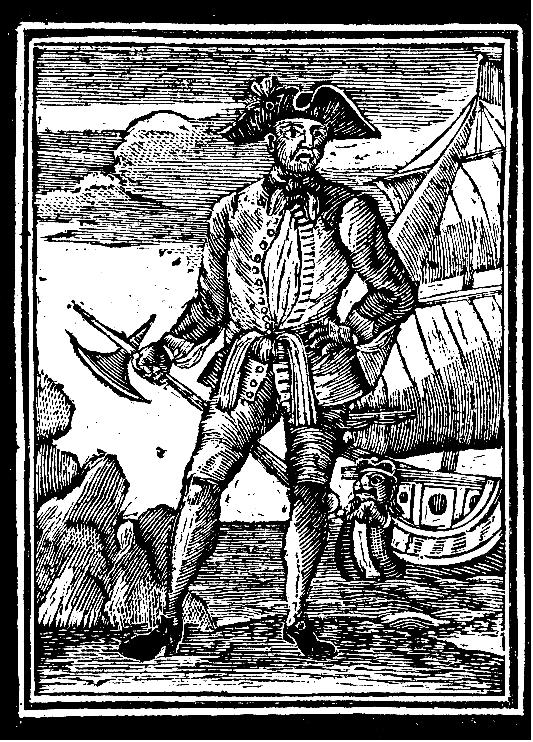
بينجامين هورنيغولد

(بالإنجليزية: Benjamin Hornigold)‏ بينجامين هورنيغولد أو بين هورنيغولد هو قرصان إنجليزي عاش في اواخر فترة العصر الذهبي للقراصنة، استمر في مهنته من عام 1715 إلى 1718 بعدها أصبح صائد قراصنة يعمل لدى حاكم جزر البهاما الجديد بعد إعادة احتلالها من البحرية الملكية البريطانية، عمل على مطاردة وتسليم الكثير من حلفائه السابقين من من ضمنهم معلمه ادوارد تيتش (اللحية السوداء) وجاك راكهام
تحطمت سفينته بسبب اعصار قبالة سواحل المكسيك وتوفي مع حطامها.